# Слюдянка (місто)
Слюдянка — місто районного значення в Іркутської області Росії, на березі Байкалу і річок Слюдянка та Похабиха. Населення — 17,9 тис. мешканців (2025). Залізнична станція Транссибірської магістралі. Адміністративний центр Слюдянського району. У місті є кар'єр з видобутку мармуру.

## Люди
В місті народився Денисенко Михайло Іванович (1917—2000) — український майстер художньої кераміки.